# (12126) 1999 RM11
(12126) 1999 RM11 es un asteroide que forma parte de los asteroides troyanos de Júpiter, descubierto el 7 de septiembre de 1999 por el equipo del Lincoln Near-Earth Asteroid Research desde el Laboratorio Lincoln, Socorro, Nuevo México.

## Designación y nombre
Designado provisionalmente como 1999 RM11.

## Características orbitales
1999 RM11 está situado a una distancia media del Sol de 5,230 ua, pudiendo alejarse hasta 6,316 ua y acercarse hasta 4,145 ua. Su excentricidad es 0,207 y la inclinación orbital 2,042 grados. Emplea 4369 días en completar una órbita alrededor del Sol.

## Características físicas
La magnitud absoluta de 1999 RM11 es 10. Tiene 53,202 km de diámetro y su albedo se estima en 0,045.